# میک گاردنر
هارولد ریموند میک گاردنر (به انگلیسی: Harold Raymond "Mick" Gardner) (۱۲ ژانویه ۱۸۹۹–۱۷ فوریه ۱۹۸۱) سیاستمدار سابق استرالیایی است. وی در بازهٔ سال ۱۹۵۶ تا ۱۹۶۰ عضو مجلس قانون گذاری به نمایندگی از شهر راکهمپتون ایالت کوئینزلند بود. او در ابتدا در حزب کارگر و از سال ۱۹۵۷ در حزب راست‌گرا و جدایی طلب کارگر عضویت داشت.